# Sankt Nicolai Sogn (Før)
 For alternative betydninger, se Sankt Nicolai Sogn. (Se også artikler, som begynder med Sankt Nicolai Sogn)
Sankt Nicolai Sogn eller Boldiksum Sogn er et sogn på øen Før i Sydslesvig, tidligere i Østerland-Før (Tønder Amt), nu i kommunerne Vriksum og Vyk Kommune i Nordfrislands Kreds. 
I Sankt Nicolai Sogn findes flg. stednavne:
- flækken Vyk (tysk Wik, nordfrisisk a Wik)
- Boldiksum (tysk Boldixum, nordfrisisk Bualigsem)
- Vriksum (tysk Wrixum, nordfrisisk Wraksem)